# Línea 1 (Urbanos de Pozuelo de Alarcón)
La línea 1 de la red de autobuses urbanos de Pozuelo de Alarcón une el municipio con la Urbanización La Cabaña.

## Características
La línea circula exclusivamente por el término municipal de Pozuelo de Alarcón. Como bien se expresa en la numeración interna del CRTM, recibe el número 1115. El primer dígito corresponde a la línea, en este caso la línea 1. Y los últimos tres dígitos corresponden al municipio por el que circula, en este caso 115 corresponde al municipio de Pozuelo de Alarcón.
Está operada por Avanza Movilidad Integral mediante la concesión administrativa VCM-601 - Madrid – Pozuelo de Alarcón –  Majadahonda – Alcorcón (Viajeros Comunidad de Madrid) del Consorcio Regional de Transportes de Madrid.

### Horarios de salida
| Lunes a viernes laborables | Lunes a viernes laborables | Sábados laborables, domingos y festivos | Sábados laborables, domingos y festivos |
| Pozuelo > La Cabaña        | La Cabaña > Pozuelo        | Pozuelo > La Cabaña                     | La Cabaña > Pozuelo                     |
|                            | 07:20                      |                                         | 09:00                                   |
| 07:35                      | 07:55                      | 09:15                                   | 09:35                                   |
| 08:15                      | 08:35                      | 09:55                                   | 10:15                                   |
| 08:55                      | 09:15                      | 10:35                                   | 10:55                                   |
| 09:35                      | 09:55                      | 11:15                                   | 11:35                                   |
| 10:15                      | 10:35                      | 11:55                                   | 12:15                                   |
| 10:55                      | 11:15                      | 12:35                                   | 12:55                                   |
| 11:35                      | 11:55                      | 13:15                                   | 13:35                                   |
| 12:15                      | 12:35                      | 13:55                                   | 14:15                                   |
| 12:55                      | 13:15                      | 14:35                                   | 14:55                                   |
| 13:35                      | 13:55                      | 15:15                                   | 15:35                                   |
| 14:15                      | 14:35                      | 15:55                                   | 16:15                                   |
| 14:55                      | 15:15                      | 16:35                                   | 16:55                                   |
| 15:35                      | 15:55                      | 17:15                                   | 17:35                                   |
| 16:15                      | 16:35                      | 17:55                                   | 18:15                                   |
| 16:55                      | 17:15                      | 18:35                                   | 18:55                                   |
| 17:35                      | 17:55                      | 19:15                                   | 19:35                                   |
| 18:15                      | 18:35                      | 19:55                                   | 20:15                                   |
| 18:55                      | 19:15                      | 20:35                                   | 20:55                                   |
| 19:35                      | 19:55                      | 21:15                                   | 21:35                                   |
| 20:15                      | 20:35                      |                                         |                                         |
| 20:55                      | 21:15                      |                                         |                                         |
| 21:35                      | 21:55                      |                                         |                                         |
| 22:15                      |                            |                                         |                                         |

## Recorrido y paradas
| Código                                                                                     | Parada                                | Común con                                                |
| ------------------------------------------------------------------------------------------ | ------------------------------------- | -------------------------------------------------------- |
| 09047                                                                                      | Av. Pablo VI - París                  | 560 561 561A 561B 562 566 650B 657 657A 658 815 2 3      |
| 08679                                                                                      | Chinchón - Cirilo Palomo              | 561 561A 561B 566 650A 657A 658                          |
| 06444                                                                                      | Antonio Becerril - Ayuntamiento       | 561 561A 561B 566 650A 657A                              |
| 10854                                                                                      | San Juan de la Cruz - Lope de Vega    | 657 657A                                                 |
| 10857                                                                                      | San Juan de la Cruz - Cementerio      | 657 657A                                                 |
| 13193                                                                                      | C.º Alcorcón - Cementerio             | 564 3                                                    |
| 13195                                                                                      | P.º Club Deportivo - Ciudad Deportiva | 564 3                                                    |
| 19879                                                                                      | Ciudad Deportiva Valle de las Cañas   | 2 3                                                      |
| 20337                                                                                      | Centro Deportivo Valle de las Cañas   |                                                          |
| 20338                                                                                      | Burgos - Ávila                        |                                                          |
| 11080                                                                                      | Burgos - Valladolid                   |                                                          |
| Las expediciones que inician su recorrido en La Cabaña, empiezan desde la siguiente parada |                                       |                                                          |
| 08731                                                                                      | Burgos - Palencia                     |                                                          |
| 20342                                                                                      | Salamanca - Burgos                    |                                                          |
| 20348                                                                                      | Salamanca - Badajoz                   |                                                          |
| 15758                                                                                      | Guipúzcoa - Toledo                    |                                                          |
| 15759                                                                                      | Guipúzcoa - Navarra                   |                                                          |
| 15760                                                                                      | Valladolid - Oviedo                   | 656A                                                     |
| Terminal de las expediciones con destino La Cabaña que no vuelven a Pozuelo                |                                       |                                                          |
| 08733                                                                                      | Valladolid - Burgos                   | 656A                                                     |
| Paradas del itinerario común                                                               |                                       |                                                          |
| 20339                                                                                      | Cañada de la Carrera - Ávila          |                                                          |
| 20336                                                                                      | Centro Deportivo Valle de las Cañas   |                                                          |
| 19878                                                                                      | Ciudad Deportiva Valle de las Cañas   | 2 3                                                      |
| 13194                                                                                      | C.º Alcorcón - Cementerio             | 564 2                                                    |
| 10855                                                                                      | C.º Alcorcón - San Juan de la Cruz    | 564 657 657A 2                                           |
| 06445                                                                                      | Antonio Becerril - Ayuntamiento       | 561 561A 561B 562 564 566 650B 656 656A 657 657A 815 2 3 |
| 08700                                                                                      | Ctra. Carabanchel - Cirilo Palomo     | 561 561A 561B 562 564 566 650B 657 657A 658 815 3        |
| 06884                                                                                      | Av. Pablo VI - Rumanía                | 560 561 561A 561B 562 650B 657 658 815 3                 |
| 09047                                                                                      | Av. Pablo VI - París                  | 560 561 561A 561B 562 566 650B 657 657A 658 815 2 3      |